# Chevereșu Mare
Chevereșu Mare (Hongaars: Nagykövéres, Duits: Grosskeweresch) is een gemeente in het Roemeense district Timiș en ligt in de regio Banaat in het westen van Roemenië. De gemeente telt 2016 inwoners (2005).

## Geschiedenis
In de 14e eeuw werd Chevereșu Mare officieel erkend. Door de overstromingen van 2005 werden er 5 huizen verwoest en 13 gebouwen aangetast binnen de gemeente.

## Geografie
De oppervlakte van Chevereșu Mare bedraagt 81,17 km², de bevolkingsdichtheid is 25 inwoners per km².
De gemeente bestaat uit de volgende dorpen: Chevereșu Mare, Dragșina, Vucova.

## Demografie
Van de 1959 inwoners in 2002 zijn 1376 Roemenen, 211 Hongaren, 5 Duitsers, 215 Roma's en 152 van andere etnische groepen.
Onderstaande figuur toont het verloop van het inwoneraantal vanaf 1880.

## Politiek
De burgemeester van Chevereșu Mare is Marcel Muia (PSD).

Onderstaande staafgrafiek toont de uitslagen van de gemeenteraadsverkiezingen van 6 juni 2004, naar stemmen per partij. 
Balinț · Banloc · Bara · Bârna · Beba Veche · Becicherecu Mic · Belinț · Bethausen · Biled · Birda · Bogda · Boldur · Brestovăț · Cărpiniș · Cenad · Cenei · Checea · Chevereșu Mare · Comloșu Mare · Coșteiu · Criciova · Curtea · Darova · Denta · Dudeștii Noi · Dudeștii Vechi · Dumbrava · Dumbrăvița · Fibiș · Fârdea · Foeni · Gavojdia · Ghilad · Ghiroda · Ghizela · Giarmata · Giera · Giroc · Giulvăz · Gottlob · Iecea Mare · Jamu Mare · Jebel · Lenauheim · Liebling · Lovrin · Margina · Mașloc · Mănăștiur · Moravița · Moșnița Nouă · Nădrag · Nițchidorf · Ohaba Lungă · Orțișoara · Parța · Pădureni · Peciu Nou · Periam · Pietroasa · Pișchia · Racovița · Remetea Mare · Sacoșu Turcesc · Saravale · Satchinez · Săcălaz · Secaș · Sânandrei · Sânmihaiu Român · Sânpetru Mare · Șag · Şandra · Știuca · Teremia Mare · Tomești · Tomnatic · Topolovățu Mare · Tormac · Traian Vuia · Uivar · Valcani · Variaș · Victor Vlad Delamarina · Voiteg